# SS Albertic
El SS Albertic fue un transatlántico británico perteneciente primero a la Royal Mail Line, y posteriormente a la más conocida White Star Line, que estuvo en servicio a principios del siglo XX, entre las dos guerras mundiales.

## Historia
La construcción del buque comenzó en 1914 en los astilleros de AG Weser, en Bremen (Alemania), pero los trabajos se paralizaron al comienzo de la Primera Guerra Mundial. La construcción se retomó en 1919, y fue finalmente botado el 23 de marzo de 1920 con el nombre de München, para la naviera alemana Norddeutscher Lloyd. No obstante, antes de que pudiera ser introducido en servicio para la NDL, fue entregado al gobierno británico como reparaciones de guerra, y fue vendido a la Royal Mail Steam Packet Company quien lo rebautizó como Ohio. Después de unos prolongados trabajos finales para dejar el buque terminado, el Ohio finalmente hizo su viaje inaugural el 3 de abril de 1923, navegando de Hamburgo a Nueva York. En 1927 el Ohio fue transferido a la White Star Line y rebautizado como Albertic. 
Como barco de la White Star, sirvió en la ruta transatlántica entre Gran Bretaña y Canadá, desde abril de 1927 hasta agosto de 1930, cuando fue retirado en el Clyde debido al descenso en la demanda de viajeros entre Europa y América tras el estallido de la Gran Depresión. 
Tras la fusión entre la White Star y la Cunard Line, pasó a formar parte de la flota de la nueva compañía, la Cunard White Star Line. El Albertic fue desguazado para chatarra en Osaka (Japón), en 1934, debido a que la Cunard necesitaba deshacerse de material viejo como el Albertic, para centrar sus recursos en la terminación de sus nuevos y mayores buques, siendo el más importante el RMS Queen Mary.